# Hilara lutrolimbata
Hilara lutrolimbata är en tvåvingeart som beskrevs av Collin 1933. Hilara lutrolimbata ingår i släktet Hilara och familjen dansflugor. Inga underarter finns listade i Catalogue of Life.